# Montaje (artillería)
Montaje es el nombre genérico y colectivo de los afustes, cureñas y demás objetos necesarios para montar las piezas de artillería, si bien especialmente se da el de afuste al de los morteros y pedreros y el de cureña, a los de los cañones y obuses.
Los primeros cañones no tuvieron montajes: conducidos a rastras, se colocaban en batería sobre una especie de explanada y en posición fija e invariable sin poder bajar, subir o volver a cualquiera lado su puntería. Concebida su idea, no pudo menos de ser de una forma sencilla, tosca y pesada. En 1472, Bartolomé Coglione, general de los venecianos, puso a prueba un montaje más ligero, de invención suya. En el sitio de Ostende, año de 1610, Pompeyo Targon hizo construir una cureña doble, que giraba sobre un eje de manera que con el retroceso de una pieza entraba la otra en batería. En la misma época Evrard de Bar-le-Duc suprimió una rueda en la cureña, prolongó el eje, terminándolo por una argolla movible alrededor
de un perno: el retroceso hacia describir a la pieza la cuarta parte de un círculo y le apartaba de la dirección de la cañonera. Además se inventaron otras máquinas, que aunque complicaban el montaje, en cambio le hacían desenfilar de la dirección de las troneras y favorecían la entrada en batería o el movimiento de las piezas en campo raso. Tales fueron las explanadas de marco, los mástiles de las cureñas, las ruedas excéntricas, etc. A la cuña de puntería sustituyó la rosca y las piezas adquirieron un movimiento más suave y seguro sobre sus muñones. Se empleó el alza para elevar o bajar el punto de mira, según las distancias. 
Griveauval, en el siglo XVIII, dio mayores luces al laberinto de carruajes de guerra que existían en su época. En las guerras del imperio francés, el general Allix se propuso corregir los defectos que existían en los montajes, conservando únicamente una cureña y una especie de carruaje salvo la diferencia del peso. Los ingleses presentaron a principios del siglo XVIII la cureña de mástil o de cola de pato. porque en efecto un mástil reemplaza a las antiguas gualderas: se adoptaron las lanzas para el arrastre de los carros de guerra que se hicieron todos de cuatro ruedas con un cuerpo delantero que se enganchaba con mucha facilidad por medio de un perno; se aligeró su peso todo lo posible pero para que al tiempo que el conjunto presentara bastante resistencia, fuese movible para seguir con la misma velocidad hasta los movimientos de la caballería. Se mejoraron ante-trenes y cuerpos traseros, cuyos ejes de hierro eran iguales: había un solo modelo de cajón de municiones para todos los calibres cuyas tapas, cubiertas con almohadones de cuero rellenos de pelote, podían servir de asiento a los artilleros en las marchas y en los movimientos rápidos. Una misma cureña servía para el cañón de a 8 y el obús de a 6 1/2: la del cañón de a 12 servía para el obús de a 7 largo: la del cañón de a 24, para el obús de a 9. Los cañones de a 16 y 24 abandonaron las cureñas de Griveauval y fueron reemplazadas por otras semejantes a las de campaña y marchan unidas a un ante-tren, con lo cual se conseguía llevar estas piezas montadas como las de menor calibre, simplificando así su conducción. 
La cureña antigua de plaza era casi igual a la de sitio hasta que Griveauval introdujo la de marina de tres ruedas, que corrían a lo largo de un marco fijo en el suelo por medio de un perno, alrededor del cual giraban, colocando el cañón en todas direcciones. Una cureña semejante sirvió posteriormente en las fortificaciones modernas en las que, a fin de no debilitarlas, no se abre en ellas cañoneras y se tira a barbeta.